# Internationales Handelszentrum (ITC)
Das Internationale Handelszentrum (englisch International Trade Centre, ITC) ist eine multilaterale Agentur für den Welthandel, die ein gemeinsames Mandat der Welthandelsorganisation (WTO) und der Vereinten Nationen (UN) vermittelt durch die Welthandels- und Entwicklungskonferenz (UNCTAD) hat.

## Geschichte und Aufgabenstellung
ITC ist die Nachfolgeorganisation des International Trade Information Centre, welches 1964 vom Allgemeinen Zoll- und Handelsabkommen (GATT) gegründet wurde, um „die Exportbemühungen von Entwicklungsländer durch Bereitstellung von Informationen über Märkte und Marketing zu unterstützen und ihnen zu helfen, Exportförderungsstrukturen zu entwickeln und dafür benötigtes Personal auszubilden.“ Um die Exportförderunganstrengungen der Vereinten Nationen zu bündeln, wurde zwischen dem GATT, welches damals und im Gegensatz zu seiner Nachfolgeorganisation WTO Teil des UN-Systems war, und der neu gegründeten UNCTAD vereinbart, die Aktivitäten der beiden Organisationen durch die Gründung einer Tochtergesellschaft für technische Hilfestellung im internationalen Handel zu verschmelzen. Die Übereinkunft wurde 1967 getroffen und das International Trade Centre (auf den einschränkenden Namensbestandteil Information wurde verzichtet) wurde offiziell am 1. Januar 1968 gegründet.
Durch seine Arbeit trägt das ITC direkt zu zehn der 17 Ziele für nachhaltige Entwicklung bei. Dazu zählen Ziel 1 (keine Armut), Ziel 2 (kein Hunger), Ziel 4 (Qualitätsvolle Erziehung), Ziel 5 (Gleichstellung der Geschlechter), Ziel 8 (Menschenwürdige Arbeit und Wirtschaftswachstum), Ziel 9 (Förderung von Industrie, Innovation und Infrastruktur), Ziel 10 (Reduzierte Ungleichheiten), Ziel 12 (Verantwortungsvolles Verhalten in Produktion und Verbrauch), Ziel 16 (Frieden, Gerechtigkeit und starke Institutionen) und Ziel 17 (Partnerschaft für die Ziele).
Die Zentrale des ITC befindet sich in Genf, Schweiz. Dort arbeiten 300 Mitarbeiter mit mehr als 80 Nationalitäten. Darüber hinaus besitzt das ITC in verschiedenen Ländern Projektbüros, in denen Experten aus den entsprechenden Regionen beschäftigt sind.

## Marktanalyse-Instrumente
Das ITC entwickelte verschiedene gebührenfreie Online-Marktanalyse-Instrumente wie die Export Potential Map, die Investment Map, die Market Access Map, die Procurement Map, die Standard Map und die Trade Map.

### Export Potential Map
Die Export Potential map ist ein Online-Instrument, welches es Unternehmen und Ländern ermöglicht festzustellen, wo auf der Welt welche Güter und Dienstleistungen benötigt werden. Durch präzise ökonomische Daten sollen sich Unternehmen neue Märkte erschließen können, nationale Politiker sollen Unterstützungprogramme für die Unternehmen ihrer Länder optimieren können. Die Export Potential Map enthält Informationen über 222 Länder und Territorien.

### Investment Map
Die Investment Map wurde erstellt, um Investmentförderungsagenturen (investment promotion agencies) (IPAs) in ausgewählten Schwerpunktsektoren zu helfen, mögliche Investoren im Inland wie auch im Ausland zu identifizieren und auch Möglichkeiten für kooperative Unternehmungen zu prüfen. Sie enthält eine Vielzahl an Information und Statistiken über das weltweite Investitionsverhalten und den Handel, über Steuern, Zölle und Gebühren sowie die Aktivitäten internationaler Konzerne und erlaubt so eine Analyse bezogen auf Länder, Handelspartner und Wirtschaftssektoren.
Die Investment Map wurde durch die Welthandels- und Entwicklungskonferenz (UNCTAD) und das ITC in Partnerschaft mit den World Association of Investment Promotion Agencies (WAIPA) und der zur Weltbankgruppe gehörenden Multilaterale Investitions-Garantie-Agentur (MIGA) erstellt.

### Market Access Map
Die Market Access Map (dt. Marktzugangs-Karte) versammelt Informationen zu Zolltarifen und Zollkontingenten, Verordnungen und Herkunftsnachweisen, nontarifäre Regelungen und Handelsstatistiken. Diese Art von Informationen werden benötigt, um die Chancen auf Exportmärkten abschätzen zu können.

### Procurement Map
Die Procurement Map (dt. Beschaffungs-Karte) wurde durch das ITC entwickelt, um unternehmerische Tätigkeit und Marktmöglichkeiten zu verbessern durch exakte Informationen zu über 150.000 öffentliche Ausschreibungen. Die Procurement Map ermöglicht eine Suche nach Land und Wirtschaftssektor und damit die Identifizierung möglicher Käufer.

### Standard Map
Die Standard Map bietet überprüfte und transparente Informationen zu mehr als 200 freiwilligen Nachhaltigkeitsstandards und ähnlichen Initiativen in den verschiedensten Bereichen von Lebensmittelqualität bis Sicherheit. Dadurch können landwirtschaftliche und technische Produzenten, Markeninhaber, Zwischenhändler, Forscher und Politiker Standards identifizieren, die für den eigenen Bereich relevant sind. Es wird dadurch möglich festzustellen, wo man selbst unter Nachhaltigkeitsgesichtspunkten im Vergleich zu anderen Akteuren in der Wertschöpfungskette steht.

### Trade Map
Die von der ITC entwickelte Trade Map (dt. Handelskarte) ermöglicht strategische Marktforschung durch detaillierte Statistiken über internationale Handelsströme. Sie hilft, die Wettbewerbsfähigkeit im Handel unter nationalen und sektoralen Gesichtspunkten zu messen, und identifiziert erfolgversprechende Produkte und Märkte sowohl für Firmen wie handelunterstützende Institutionen.

## Veranstaltungen

### SheTrades Global
SheTrades Global ist eine jährlich stattfindende zweitägige Konferenz. SheTrades unterstützt weltweit Initiativen zur Förderung frauengeführter Unternehmen. Die erste Veranstaltung fand 2011 statt, bis 2018 war der Titel Women Vendors Exhibition and Forum.

### Trade for Sustainable Development Forum (T4SD)
Das Trade for Sustainable Development Forum (T4SD) ist eine alljährlich durchgeführte Großveranstaltung des ITC, die Politik, Wirtschaft und Handel zusammenführt, um die Diskrepanz zwischen den Ansprüchen der UN-Ziele für nachhaltige Entwicklung und den bisherigen Erfolgen zu verringern.

### Trade Promotion Organization (TPO) World Conference and Network
Das Trade Promotion Organization Network (dt. Netzwerk für handelfördernde Organisationen) wurde 1996 gegründet mit der Absicht, eine Plattform für einen dynamischen Informationsaustausch über Erfahrungen, Best practice und Kooperationen zwischen Trade Promotion Organizations (TPOs) zu schaffen. Es sollen Synergien ermöglicht werden auch durch kontinuierliche gegenseitige Unterstützung in Online- und Offline-Foren.
Die TPO Network World Conference findet alle zwei Jahre statt und steht allen Institutionen offen, die beauftragt sind, handelunterstützende technische Dienstleistungen zu erbringen.
Während der TPO Network World Conference werden die TPO Network Awards an herausragende nationale TPOs. Die TPOs nehmen an den Wettbewerben in verschiedenen Kategorien teil, die dem Entwicklungsstand der entsprechenden Länder entsprechen.

### World Export Development Forum (WEDF)
Das World Export Development Forum (WEDF) ist eine jährlich stattfindende globale Plattform mit dem Ziel, KMU weiterzuentwickeln. Die erste Konferenz fand 1999 statt. An der Veranstaltung nehmen mehr als 600 einflussreiche nationale und internationale Politikern, Leiter von Handelsorganisationen, Manager und Vertreter internationaler Institutionen teil.
Das WEDF bietet hochrangig besetzte Plenarsitzungen, Workshops, aber auch niedrigschwellige Begegnungsmöglichkeiten der einzelnen Teilnehmer, was den Austausch über aktuelle Innovationen, Prozesse und politische Vorgänge ermöglicht und leistungsfähige Netzwerke entstehen lässt.

### Kooperationen
Um kleine und mittlere Unternehmen und ihre Beteiligung am internationalen Handel zu unterstützen, führt das ITC mit seinen Partnerorganisationen WTO und UNCTAD vielfältige Veranstaltungen durch. Beispiele für diese Partnerschaft sind unter anderen das WTO Public Forum und die Aid for Trade conference.

## Exekutiv-Direktoren
Seit seiner Gründung 1964 hatte das ITC acht Exekutiv-Direktoren. In den frühen 1970er und den frühen 1990er Jahren war das Amt unbesetzt. Der Exekutiv-Direktor und sein Stellvertreter werden durch die Leiter der beiden Mutter-Organisationen berufen, dem General-Direktor der WTO und dem Generalsekretär der UNCTAD.
| Exekutivdirektor                    | Nationalität       | von            | bis       |
| ----------------------------------- | ------------------ | -------------- | --------- |
| Herbert L. Jacobson                 | Vereinigte Staaten | 1964           | 1971      |
| unbesetzt                           | -                  | 1971           | 1975      |
| Victor E. Santiapillai              | Sri Lanka          | 1975           | 1979      |
| Padinjarethalakal Cherian Alexander | Indien             | 1979           | 1981      |
| Goran Engblom                       | Schweden           | 1981           | 1992      |
| unbesetzt                           | -                  | 1992           | 1994      |
| J. Denis Bélisle                    | Kanada             | 1994           | 2006      |
| Patricia Francis                    | Jamaika            | 2006           | 2013      |
| Arancha González Laya               | Spanien            | 2013           | 2020      |
| Dorothy Ng'ambi Tembo komm.         | Sambia             | Jan. 2020      | Juli 2020 |
| Pamela Coke-Hamilton                | Jamaika            | seit Juli 2020 |           |

## Finanzierung
Die Arbeit des Internationalen Handelszentrums wird durch Beiträge aus dem privaten Sektor wie Stiftungen und Banken, durch Mitgliedsländer sowie internationale Organisationen finanziert.